# Something in the Way You Move
"Something in the Way You Move" é uma canção da artista musical inglesa Ellie Goulding, contida em seu terceiro álbum de estúdio Delirium (2015). Composta pela mesma junto com Greg Kurstin, foi primeiramente distribuída como single promocional do álbum em 9 de outubro de 2015, chegando a entrar na 51ª posição da UK Singles Chart. Depois, foi anunciado que serviria como o terceiro single oficial do disco, sendo enviada para rádios mainstream dos Estados Unidos em 19 de janeiro de 2016.

## Antecedentes
Para promover Delirium, Ellie Goulding lançou o primeiro single "On My Mind" em 17 de setembro de 2015, que alcançou a 13ª posição da Billboard Hot 100 e 5ª posição do UK Singles Chart.  "Something in the Way You Move" foi lançada como um single promocional três semanas mais tarde, seguida por "Lost and Found" em 23 de outubro de 2015 e "Army" em 30 de outubro de 2015.

## Composição
"Something in the Way You Move" é uma canção electropop, com um ritmo de 108 batidas por minuto e usa os acordes A, B, e C#m. Alexis Petridis, do The Guardian, notou semelhanças entre a música e "Love Me like You Do", outra canção do Delirium, dizendo que tem "um refrão praticamente idêntico". Eve Barlow, da Spin, escreveu que o refrão é uma reminiscência dos anos 80.

## Recepção da crítica
A canção recebeu comentários positivos diversos. MTV foi positiva, rotulando-a como 'alegre pop puro'. Ian Sandwell, do Digital Spy, chamou de "pura, magia pop sem filtro" e "ouro do pop". Bianca Gracie, do Idolator, considerou "vibrante" e alertou para não ser surpreendida se "a sua vibração brilhante acabar de assumir a rádio". Entretanto, a música foi avaliada negativamente pela MusicTimes, que chamou-a de "pop genérico", dizendo não havia "nada de interessante". Hazel Cilla do Pitchfork escreveu a canção é "uma música bem poderosa em meio a um vazio" e que Selena Gomez já havia feito algo semelhante com "Me & the Rhythm".

## Desempenho nas tabelas musicais

### Posições
| Tabela musical (2015-16)                      | Melhor posição |
| --------------------------------------------- | -------------- |
| Austrália (ARIA)                              | 46             |
| Áustria (Ö3 Austria Top 75)                   | 52             |
| Bélgica (Ultratop 50 de Flandres)             | 17             |
| Bélgica (Ultratop 50 da Valônia)              | 31             |
| Canadá (Canadian Hot 100)                     | 59             |
| Croácia (ARC 100)                             | 75             |
| República Checa (Singles Digitál Top 100)     | 35             |
| França (SNEP)                                 | 97             |
| Alemanha (Offizielle Deutsche Charts)         | 70             |
| Irlanda (IRMA)                                | 62             |
| Países Baixos (Dutch Top 40)                  | 32             |
| Países Baixos (Single Top 100)                | 69             |
| Polónia (Polish Airplay Top 100)              | 5              |
| Eslováquia (Rádio Top 100)                    | 26             |
| Eslovênia (Singles Digitál Top 100)           | 49             |
| Suíça (Schweizer Hitparade)                   | 58             |
| Reino Unido (UK Singles Chart)                | 51             |
| Estados Unidos (Billboard Hot 100)            | 43             |
| Estados Unidos (Billboard Adult Contemporary) | 25             |
| Estados Unidos (Billboard Adult Top 40)       | 12             |
| Estados Unidos (Billboard Mainstream Top 40)  | 13             |

## Histórico de lançamento
| País           | Data                  | Formato                               | Gravadora  |
| -------------- | --------------------- | ------------------------------------- | ---------- |
| Mundo          | 9 de outubro de 2015  | Download digital (single promocional) | Polydor    |
| Estados Unidos | 19 de janeiro de 2016 | Rádios mainstream (single oficial)    | Interscope |